# Скілак
Скілак або Ескілак (приб. 560-ті — 490-ті рр. до н. е.) — відомий давньогрецький мандрівник та письменник (історик-логограф).

## Життєпис
Народився в м. Каріанда, що в Карії. Родина та походження його невідомі. Напевне він був погреченим карійцем (або напівгреком-напівкарійцем). Здобув гарну морську освіту та практику під час численних морських подорожей. У всякому разі він був людиною досить відомою серед грецьких міст Малої Азії.
Тому коли перський цар Дарій I вирішив завоювати Індію, а перед цим дослідити шляхи до неї, зокрема куди впадає річка Інд, то він звернувся до свого радника Гістіея, тирана Мілету. Той вказав на Скілака, як на єдину людину, яка здатна організувати та здійснити цю подорож.
У 518 році до н. е. Скілак розпочав морську подорож річкою Інд від міста Каспатір в області Гандхара (сучасний Афганістан). Спочатку він пройшов річкою Пактія, а потім вже спустився до Інду. Він пройшов по всій довжині Інду, вийшов до Еретрійського моря (сучасного Аравійського), пройшов вдовж Карманії (південний Іран), Аравійського півострова (біля сучасних Оману та Ємена), вийшов у Червоне море й через канал до Нілу. Тут він зустрів Дарія I. А вже за мапою складеною Скілаком у 516 році до н. е. Аріасп, брат царя, розпочав індійський похід персів.

## Творчість
Скілак описав свою подорож у спеціальній книзі, де подається опис земель, географії, звичаїв. Крім того додав до неї опис земель, де він побував раніше. В цьому історичному творі вперше згадується про місто Кідонія на острові Крит. Окремою частиною цієї роботи був опис індійського узбережжя на замовлення Дарія I. За іншими відомостями це були окремі роботи — «Про Індію» та «Опис Внутрішнього моря». Напочатку XXI ст. неподалік Суеца було знайдено стелу, зведену за наказом Дарія I, де розповідається про етапи подорожі Скілака.
Втім праці Скілака не дійшли дотепер. Втім, ними користувалися наступні історики та географи Гекатей Мілетський, Геродот, Страбон.
Крім того Скілак зробив життєпис свого сучасника Геракліда Міласького.